# NGC 5523
NGC 5523 est une galaxie spirale située dans la constellation du Bouvier. Sa vitesse par rapport au fond diffus cosmologique est de 1 257 ± 15 km/s, ce qui correspond à une distance de Hubble de 18,5 ± 1,3 Mpc (∼60,3 millions d'al). NGC 5523 a été découverte par l'astronome germano-britannique William Herschel en 1784.
La classe de luminosité de NGC 5523 est III-IV et elle présente une large raie HI. De plus, c'est une galaxie du champ, c'est-à-dire qu'elle n'appartient pas à un amas ou un groupe et qu'elle est donc gravitationnellement isolée.
À ce jour, une vingtaine de mesures non basées sur le décalage vers le rouge (redshift) donnent une distance de 19,020 ± 3,961 Mpc (∼62 millions d'al), ce qui est à l'intérieur des valeurs de la distance de Hubble.